# Konsum Kvarnholmen

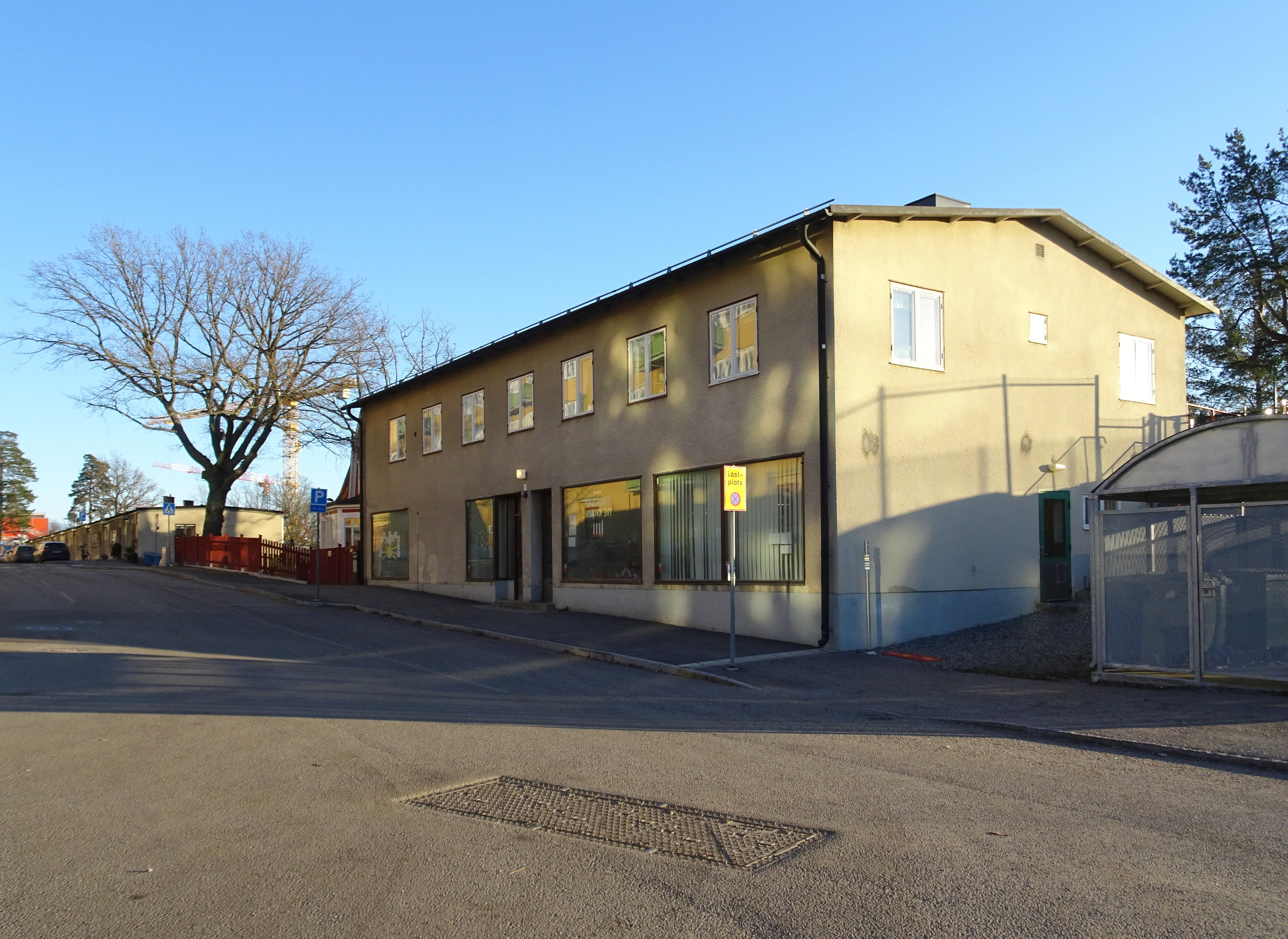
Kvarnholmens före detta Konsumbutik november 2021.

Konsum Kvarnholmen (fastighet Sicklaön 38:10) är en kulturhistoriskt värdefull byggnad vid Tre Kronors väg 10 på Kvarnholmen i Nacka kommun. Huset stod klart 1935 och fungerade som Konsumbutik för det lilla brukssamhället som började växa fram kring Kvarnen Tre Kronors verksamhet. Butiken stängde 1977 men byggnaden finns kvar och inhyser sedan 2017 en förskola. I gällande detaljplan har fastigheten en q-märkning vilket innebär att huset ej får rivas eller exteriört förvanskas. Byggnaden har av kommunen bedömts vara "särskilt värdefull och viktig ur stadsbildssynpunkt".

## Historik

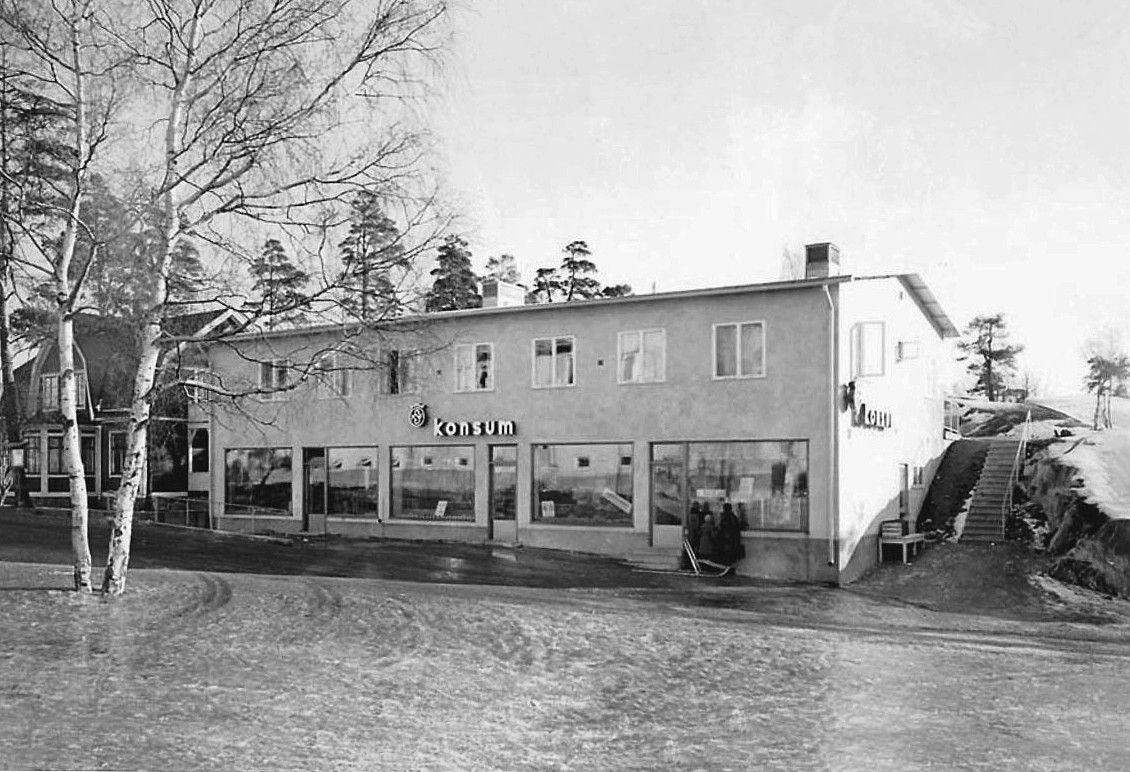
Konsumbutiken kort efter invigningen.

På Kvarnholmen uppstod på 1930-talet något som kan benämnas ett modernt brukssamhälle med byggnader för produktion, personalvård och bostäder för olika kategorier av anställda. För personalens räkning uppfördes exempelvis ett marketenteri med bibliotek och omklädningsrum, en dansbana, post och badanläggning samt även en Konsumbutik.
Konsumbutiken uppfördes i anslutning väster om Kvarnholmens radhusområde som stod färdigt 1930. Butiksbyggnaden för Konsum-Kvarnholmen ritades av KFAI:s arkitekt Haqvin Carlheim-Gyllensköld, kollegan Artur von Schmalensee har dock signerat ritningen från 1934. Utöver butikslokalen i bottenvåningen inrymde byggnaden även fyra lägenheter på övervåningen. Den ena beboddes av butiksföreståndaren och de övriga tre hyrdes av kvarnarbetare. Bostadsvåningen fick egna entréer från husets södra sida som där, på grund av sluttningen, fick bara en våning. För varje lägenhet anlades indragna uteplatser vars utformning påminner om radhusens uteplatser.
Butikshuset uppfördes av tegel med ljusa, slätputsade fasader under ett flackt, plåtklätt sadeltak. Mot gatan dominerade fem stora skyltfönster. Fram till mitten av 1950-talet var butiken utformad med betjäning, där kunderna köpte varor över disk av ett butiksbiträde. Konsum på Kvarnholmen var även en så kallad ”trippelbutik”, vilket innebar att man hade tre skilda avdelningar: en för bröd och mjölk, en för specerier samt en för kött- och charkuterivaror. Avdelningarna var inbördes skilda av väggar och hade var sin kundentré från gatan. En sådan butik kallades ett ”fullständigt” försäljningsställe.
Åren 1955 till 1956 byggdes Konsumbutiken om till snabbköp, en nyhet som hade importerats från USA och innebar att kunderna plockade varorna själva i kundvagnar eller -korgar och betalade i en kassa. Systemet med självbetjäningsbutiken krävde en samlad och lättöverskådlig butiksinteriör varför husets bärande väggar ersattes av pelare. De tre butiksdelarna från trippelbutikens tid slogs ihop till en snabbköpshall med separat in- och utgångar, kassor placerades vid utgången och i ett av skyltfönstren ställdes en varuautomat, konsum mat-automat, där man efter stängning kunde köpa vissa mat- och tobaksvaror.

### Historiska bilder

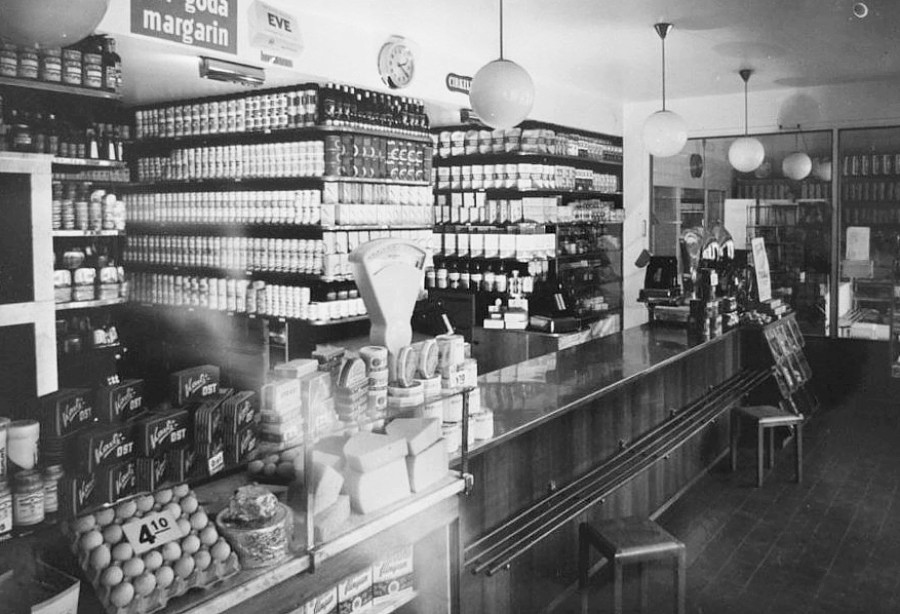
Betjäningsbutiken, interiör, 1930-tal.
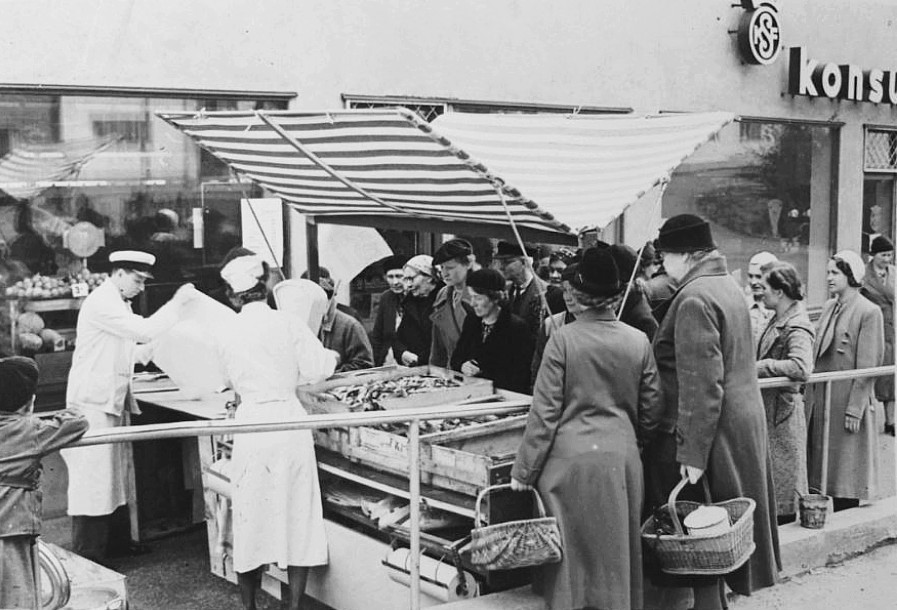
Fiskmarknad framför butiken, 1940-tal.
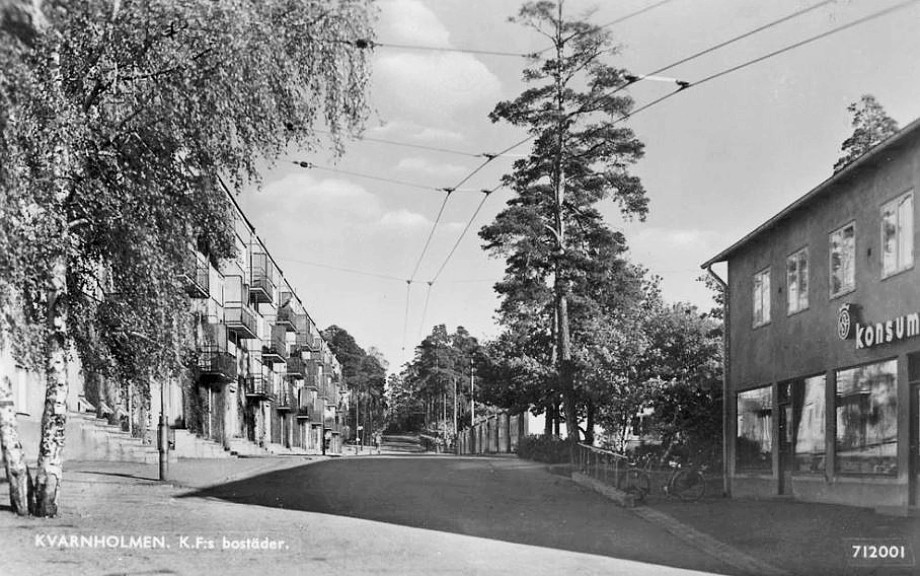
Tre Kronors väg österut med butiken till höger. Tre Konors väg trafikerades av trådbuss, 1940-tal.
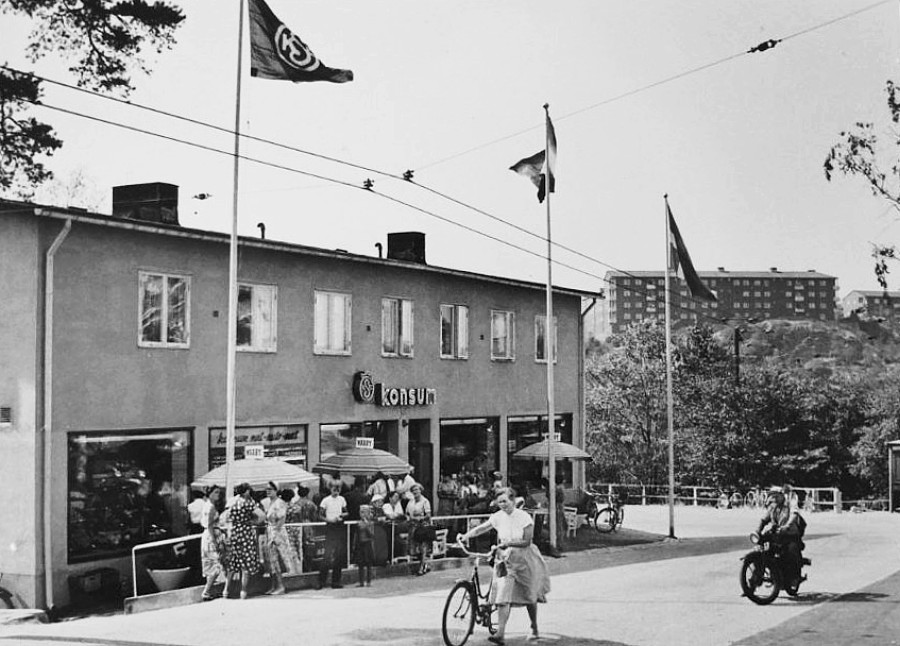
Ombyggd till självbetjäningsbutik, 1950-tal.

## Ändrad användning

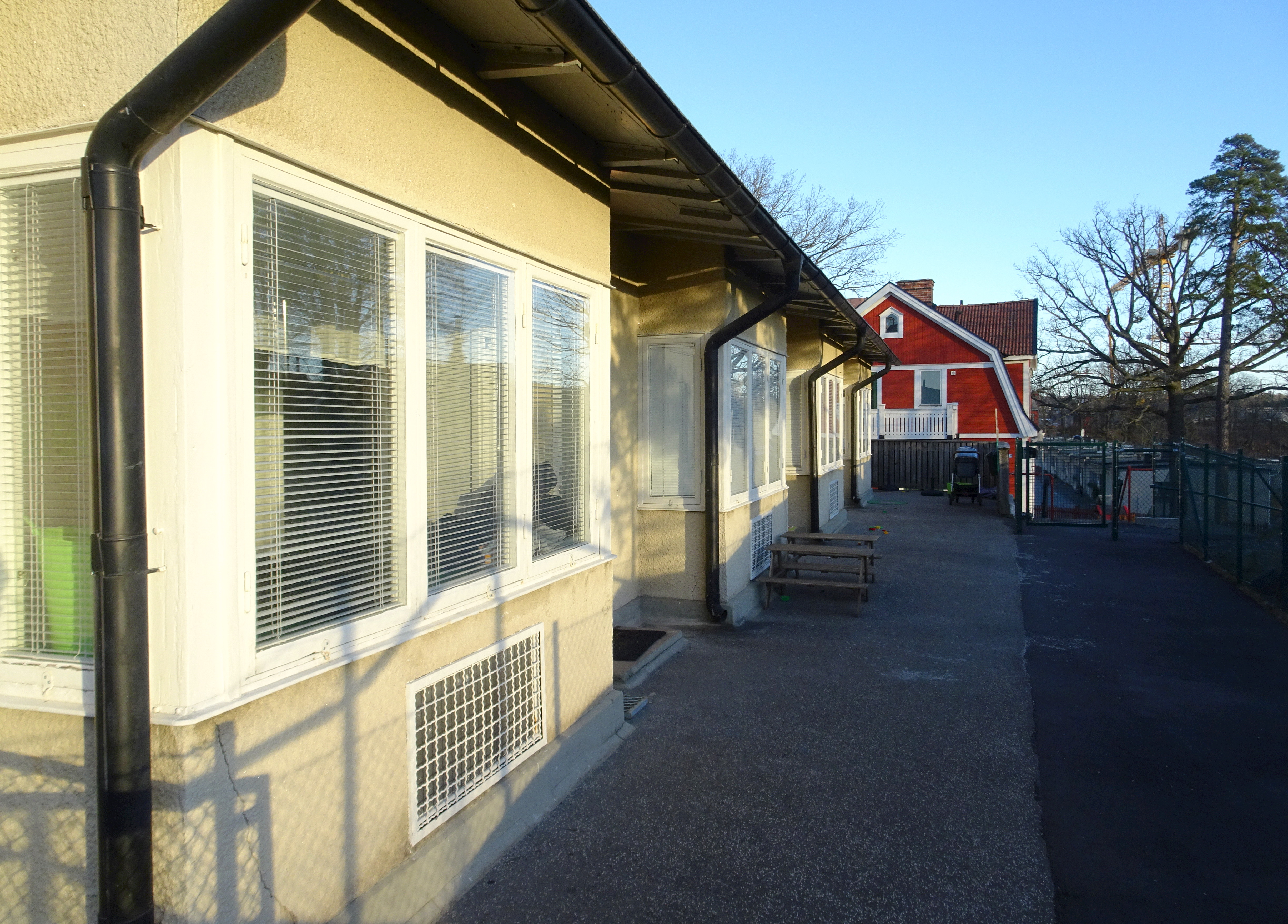
Söderfasaden hade indragna uteplatser vars utformning påminner om radhusens terrasser, foto januari 2022.

Nyårsafton 1977 lades verksamheten ner efter stora protester. ICA ville ta över men ansökan avslogs. En liten servicebutik fanns under några år i närbelägna Spisbrödsfabriken. Därefter fanns ingen livsmedelsbutik på Kvarnholmen. Till butikshuset flyttade istället andra verksamheter bland annat kontor och verkstad. Detta till trots bevarade byggnaden vid inventeringen 2013 i stort sett originalutseende såväl exteriört som interiört. Ett av skyltfönstren var dock igensatt.
I detaljplanen för sydvästra Kvarnholmen, som vann laga kraft i juli 2017, avsattes hela området väster om radhusen för allmänt ändamål ”S” (skola eller förskola). Inom området ligger den före detta Konsumbutiken och de båda Röda villorna (tidigare arbetarbostäder från 1920-talet). År 2017 utfördes en renovering av den gamla Konsumbutiken och röda villorna varvid en modern tillbyggnad för södra villan tillkom. Därefter flyttade Alexanderskolans privata förskola in.
Det skulle dröja till maj 2018 innan Kooperativa Förbundet åter öppnade en livsmedelsbutik på Kvarnholmen. Den heter Coop Kvarnholmen och ligger i den till bostäder ombyggda före detta Spisbrödsfabriken som även inhyser Kvarnholmens centrum.